# Містика
Мі́стика (від грец. μυστικος — «прихований», «таємний») — надприродні явища і наслідки духовної практики, як зв'язок із потойбічним світом і надприродними силами.. Якщо у містичних переживаннях є безпосередній зв'язок (єднання) з Богом (божественними силами) шляхом аскетизму (офіційно встановлених релігією духовних традиційних практик), тоді говорять про релігійну містику. Згідно з академічною класифікацією релігієзнавства, окультизм, ворожіння тощо не належать до релігійної містики. Містика є об'єктом критики в науковому скептицизмі.

## Античність
Ще в античній Греції практикували так звані містерії — таємні релігійні обряди, учасники яких отримували особливого виду релігійний досвід. Містерії, як правило, містили бенкети, ритуальні танці та церемонії, зокрема, обряди посвячення, що символізували смерть і воскресіння.

## Давня Індія
У релігіях давньої Індії був вельми потужний містичний аспект. Наприклад, найвищим ідеалом релігійної практики серед послідовників філософської школи адвайта-веданта була «мокша» — звільнення із самсари (нескінченної низки перероджень) і злиття з Абсолютом (Брагманом). Традиційна йога також становить систему духовних і тілесних практик, що дають змогу досягнути містичного прозріння і тісно пов'язана з індуїстською доктриною адвайти-веданти — розчинення всього індивідуального в абсолютній єдності Брагмана.

## Буддизм
Різні школи буддизму пропонують різні містичні методи, однак у буддизмі, через його крайню раціональність, багато методів вважаються «упайя» — вмілими засобами для досягнення вищих цілей.
Ваджраяна робить наголос на тантрі і дзогчен для досягнення остаточної реалізації. Тхеравада використовує медитацію віпасана для накопичення мудрості.

## Китай
Для Китаю характерні не-теїстичні релігії, тому місце бога в містичних релігійних практиках займають трансцендентні основи — Пустота (шунья) в буддизмі і Дао в даосизмі. Більшість буддистських шкіл проголошують важливість медитації та містичного споглядання як способів досягнення нірвани — злиття з всесвітньою порожнечею.

## Суфізм
Суфійські містики й аскети не були задоволені традиційним релігійним досвідом ісламу і прагнули особистого союзу із Богом (Аллахом) та знаходження безпосереднього інтуїтивного пізнання Аллаха. Ціллю також проголошували визволення душі від кайданів нижчого «я» і переживання істинної реальності (хакікат).

## Юдаїзм
Найхарактернішою і найглибшою релігійною течією в юдейському містицизмі є кабала, яка пропонує методи безпосереднього осягнення Бога через священні імена та божественні числа.

## Нью-ейдж
Численні течії нью-ейджа нерідко беруть за основу містичні методи світових релігій, часто сильно видозмінюючи або домішуючи інші діяння. Цілі нью-ейдж містицизму часто ставлять собі такі завдання:
- імітація таємничості та ритуальності,
- досягнення глибоких медитативних станів,
- психонавтика — розвиток незвичайних, суміжних і маргінальних станів свідомості,
- передача свідомості (телепатія, телекінез, магія, гіпноз, сугестія)
- оперування у трансперсональній реальності (наприклад, «астральні літання»)

Для шкіл нью-ейджа зазвичай характерні висока концентрованість і технологічність окремих методів, формування швидких результатів, у той час, як офіційні релігійні традиції частіше ставлять наголос на всьому способі життя, образі життя.

## Різні мислителі про містику
- М. О. Бердяєв:

|  | Містика є реалізм, відчуття реальностей, злиття з реальностями; раціоналістичний же позитивізм є ілюзіонізм, утрата відчуття реальностей, розрив між реальностями світу. |